# Grand Prix Criquielion 2023
Il Grand Prix Criquielion 2023, ventottesima edizione della corsa, valevole come prova dell'UCI Europe Tour 2023 categoria 1.1, si svolse il 4 marzo 2023 per un percorso di 201 km, con partenza da Ath e arrivo a Lessines, in Belgio. La vittoria fu appannaggio dell'australiano Sam Welsford, il quale completò il percorso in 4h43'42", alla media di 42,510 km/h, precedendo il belga Milan Menten ed il norvegese Kristoffer Halvorsen.
Sul traguardo di Lessines 125 ciclisti, dei 144 partiti da Ath, portarono a termine la competizione.

## Squadre e corridori partecipanti[1]
| N.      | Cod. | Squadra                     |
| ------- | ---- | --------------------------- |
| 1-7     | HPM  | Human Powered Health        |
| 11-17   | ICW  | Intermarché-Circus-Wanty    |
| 21-27   | SOQ  | Soudal Quick-Step           |
| 31-37   | DSM  | Team DSM                    |
| 41-47   | ARK  | Team Arkéa-Samsic           |
| 51-57   | COF  | Cofidis                     |
| 61-67   | LTD  | Lotto Dstny                 |
| 71-77   | TFB  | Team Flanders-Baloise       |
| 81-87   | BWB  | Bingoal WB                  |
| 91-96   | ICA  | Israel Premier Tech Academy |
| 101-107 | UXT  | Uno-X Pro Cycling Team      |

| N.      | Cod. | Squadra                        |
| ------- | ---- | ------------------------------ |
| 111-117 | Q36  | Q36.5 Pro Cycling Team         |
| 121-127 | EUS  | Euskaltel-Euskadi              |
| 131-137 | BEB  | Bolton Equities Black Spoke    |
| 141-147 | TUD  | Tudor Pro Cycling Team         |
| 151-157 | TIS  | Tarteletto-Isorex              |
| 161-167 | GDM  | Materiel-Velo.com              |
| 171-177 | SPC  | Saint Piran                    |
| 191-197 | WIV  | AT85 Pro Cycling               |
| 201-207 | ALQ  | Allinq Continental Cyclingteam |
| 211-217 | TCQ  | Team ColoQuick                 |

## Ordine d'arrivo (Top 10)
| Pos. | Corridore            | Squadra     | Tempo    |
| ---- | -------------------- | ----------- | -------- |
| 1    | Sam Welsford         | DSM         | 4h43'42" |
| 2    | Milan Menten         | Lotto       | s.t.     |
| 3    | Kristoffer Halvorsen | Uno-X       | s.t.     |
| 4    | Jordi Warlop         | Soudal      | s.t.     |
| 5    | Piet Allegaert       | Cofidis     | s.t.     |
| 6    | Hugo Hofstetter      | Arkéa       | s.t.     |
| 7    | Stan Van Tricht      | Soudal      | s.t.     |
| 8    | Madis Mihkels        | Intermarché | s.t.     |
| 9    | Jenthe Biermans      | Arkéa       | s.t.     |
| 10   | Arvid de Kleijn      | Tudor       | s.t.     |